# Malapa
Malapa és un jaciment amb fòssils, la cova del qual ha proporcionat restes d'homínids, i es troba a uns 15 km al nord-est dels jaciments prehistòrics de Sterkfontein i Swartkrans, a Sud-àfrica.

## Història i descripció
El 2008, a la Cova de Malapa, situada a la zona dels jaciments del "bressol de la humanitat", catalogat com a Patrimoni de la UNESCO, s'hi descobriren les restes fòssils d'un homínid, identificat com una nova espècie anomenada Australopithecus sediba el 2010.

## Troballes
Es podria dir que Malapa ha produït un dels conjunts d'homínids més complets coneguts fins ara, juntament amb el jaciment proper de Rising Star descobert el 2013; i és, amb diferència, el jaciment on s'han trobat restes d'homínids molt completes que daten d'uns 2 milions d'anys. S'hi coneixen més de 200 elements a partir del 2010. Els esquelets parcials els descrigueren en dos articles de la revista Science Berger i els seus col·legues com una nova espècie d'Australopitec anomenada Australopithecus sediba.

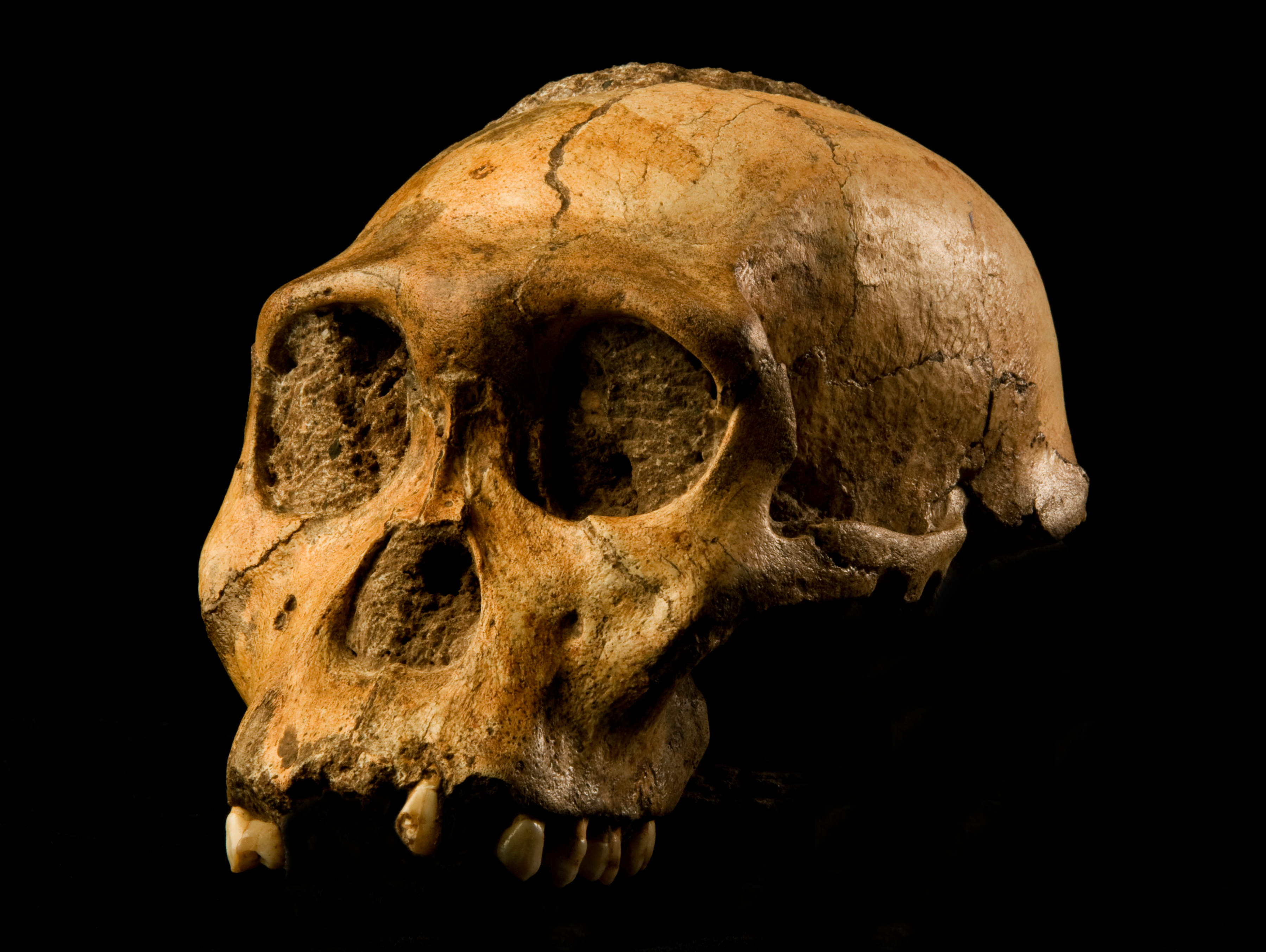
Crani de MH1, sobrenomenat Karabo, exemplar tipus dAustralopithecus sediba

A més a més dels fòssils desenterrats, les roques recollides al jaciment es van examinar amb tomografies computades i es va trobar que contenien altres ossos, la qual cosa indica que l'espècimen tipus, sobrenomenat Karabo, és encara més complet.
Els esquelets es trobaven entre els esquelets articulats d'un gat amb dents de sabre, antílops i també ratolins i llebres.

## Geologia
Els fòssils es conserven en una roca dura, pareguda al formigó, feta de sediments clàstics calcificats que es formaren al fons del que sembla un llac subterrani poc fondo o una piscina natural que podria haver estat a 50 m sota la superfície en el moment de la mort dels individus.
L'edat dels fòssils es va calcular el 2010 en 1,95 milions d'anys utilitzant una combinació de datació paleomagnètica i urani-plom. La datació U-Pb del flux estalagmític subjacent mostra que els fòssils no tenen més de 2 milions d'anys. La presència d'espècies d'animals que s'extingiren fa 1,5 milions d'anys indica que el dipòsit no és més recent que aquesta edat. Els sediments tenen una polaritat magnètica normal, i l'únic període important entre fa 2 i 1,5 milions d'anys fou el subcron d'olduvaià, entre fa 1,95 i 1,78 milions d'anys. El 2011 es va establir una data més precisa per als fòssils. L'edat dels dipòsits s'ha calculat en 1,977 milions d'anys, corresponent a un període conegut com l'esdeveniment preolduvaià.